# Bandiera autonoma di Oroqen
La bandiera autonoma di Oroqen (鄂伦春自治旗S, Èlúnchūn ZìzhìqíP) è una bandiera della Mongolia Interna, regione autonoma della Cina. Essa è amministrata dalla prefettura di Hulunbuir.